# Cornudella de Montsant
Cornudella de Montsant là một đô thị thuộc tỉnh Tarragona trong cộng đồng tự trị Catalonia, phía bắc Tây Ban Nha. Đô thị này có diện tích là 63,11 ki-lô-mét vuông, dân số năm 2009 là 1015 người với mật độ 16,08 người/km². Đô thị này có cự ly km so với Tarragona.